# Coeliccia dorothea
Coeliccia dorothea – gatunek ważki z rodziny pióronogowatych (Platycnemididae).